# سفارة أوكرانيا في الهند
سفارة أوكرانيا في الهند هي أرفع تمثيل دبلوماسي لدولة أوكرانيا لدى الهند. تقع السفارة في نيودلهي وهي تهدف لتعزيز المصالح الأوكرانية في الهند.

## وصلات خارجية
- الموقع الرسمي
- قائمة سفارات أوكرانيا
- قائمة السفارات في الهند